# Танабэ, Тэцундо
Тэцундо Танабэ (яп. 田邊 哲人 Танабэ Тэцундо, род. 4 ноября 1942 года) — японский мастер меча, основатель госиндо и спочан (спорт чанбара).
Танабэ родился в 1942 году на территории современной Республики Палау, которая в то время была частью Японии. Когда ему было 2 года, его семья переехала в Японию, в посёлок Юи префектуры Сидзуока (в настоящее время город Сидзуока). Когда ему было 16 лет он, заинтересовавшись будо, начал заниматься традиционными японскими боевыми искусствами. Окончил аспирантуру при университете Тама в Токио.
В 1971 году он впервые открыл своё додзё (Сэйсинкан) в Иокогаме. За год до того, как он открыл додзё, его старший брат создал охранную компанию (Кокусай Кэйби Гайся), для которой Танабэ тренировал охранников. Благодаря этим занятиям он осознал важность самозащиты (госин) и сконцентрировал своё внимание на развитии госиндо.
В 1973 году была официально зарегистрирована Всеяпонская Ассоциация Госиндо. Тэцундо Танабэ в это время активно занимался подготовкой охранников, за что неоднократно был награждён департаментом полиции.
В 1985 году вышел первый номер ежегодника Всеяпонской Ассоциации кодати[неизвестный термин] госиндо. К этому времени в чемпионатах уже участвовали спортсмены из Америки, Франции и Австралии, которые просили о проведении чемпионата мира по кодати госиндо (спорт чанбара).
В 1990 году шестнадцатый открытый чемпионат Японии прошёл как чемпионат мира. К этому времени относится начало частого использования названия «Спорт Чанбара». К настоящему времени название «Спорт Чанбара» распространилось во всем мире и занимаются этим спортом во многих странах.